# Izabela Portugalska
Izabela Portugalska, Izabela Aviz (ur. prawdopodobnie w 1428, zm. 15 sierpnia 1496 w Arévalo) – królowa Kastylii i Leónu.
Najstarsza córka infanta Jana Portugalskiego, księcia Aveiro (tym samym wnuczka króla Jana) i infantki Izabeli Portugalskiej, z rodu książąt Bragança. Miała troje rodzeństwa:
- brata Diogo de Portugal, konetabla Portugalii (1425–1443),
- siostrę Beatrycze (1430–1506), matkę królowej Eleonory de Viseu i króla Manuela I Szczęśliwego,
- siostrę Filipę, księżną Almada (1432–1450).

W dniu 22 lipca 1447 poślubiła króla Kastylii – Jana II, wtedy prawie czterdziestodwuletniego. Urodziła mu dwoje dzieci:
- Izabelę, przyszłą królową Kastylii,
- Alfonsa, księcia Asturii.

Po śmierci męża wpadła w pogłębiającą się chorobę umysłową.